# Ampelocera macphersonii
Ampelocera macphersonii là một loài thực vật có hoa trong họ Ulmaceae. Loài này được Todzia mô tả khoa học đầu tiên năm 1989.